# تشيكو هاسي
تشيكو هاسي (長谷 千恵子) هو لاعب كرة قدم. ولعبت مع منتخب اليابان لكرة القدم للسيدات.